# Nowcasting

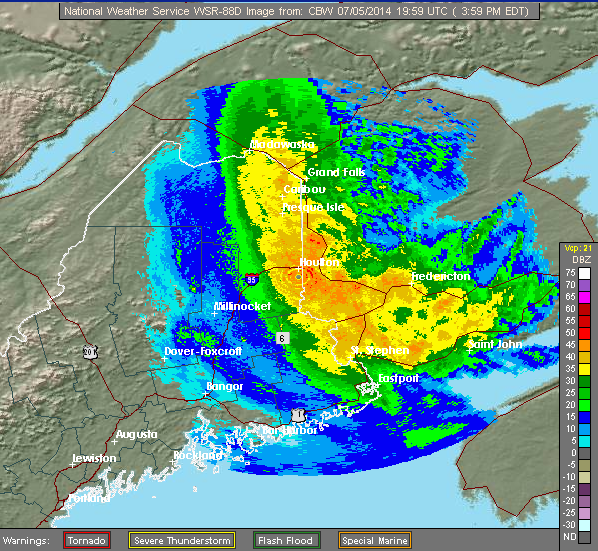
Immagine radar meteorologico con aree di precipitazione (dettaglio)

Immagine grande radar meteorologico con aree di precipitazione

In meteorologia con il termine nowcasting (dall'inglese da now, "adesso", e [fore]casting, "previsione") si intendono le previsioni meteorologiche a brevissimo termine o scadenza (entro poche ore) su un particolare territorio d'interesse.

## Descrizione
È una tecnica spesso empirica e con buoni risultati che mette a frutto le conoscenze specifiche acquisite da meteofili e meteorologi professionisti sui microclimi locali, sull'influsso dell'orografia ecc. laddove non si ha disponibilità di run da parte dei modelli meteorologici all'interno dell'intervallo di acquisizione tra due corse del modello stesso o come controllo e correzione dei possibili errori da parte dei modelli stessi. Essa va dunque di pari passo con l'osservazione immediata in tempo reale delle condizioni atmosferiche e fa uso di strumenti e informazioni meteorologiche opportune quali dati forniti da stazioni meteorologiche sulla superficie terrestre, radiosondaggi verticali atmosferici, radar meteorologici, fulminometri, osservazioni libere, immagini da satellite, circolazione atmosferica locale ecc..
In questo intervallo temporale ad esempio è possibile prevedere caratteristiche minori come singoli rovesci e temporali con ragionevole accuratezza, nonché altre caratteristiche troppo piccole per essere risolte da un modello matematico. Un previsore dotato dei più recenti dati radar meteorologici, satellitari ed osservazionali sarà in grado di fare una migliore analisi delle caratteristiche presenti a scala ridotta e potrà così effettuare una più accurata previsione per le ore successive.
La tecnica è particolarmente utilizzata sia a livello amatoriale sia nella prevenzione di eventi meteorologici estremi quali appunto temporali, alluvioni, uragani, tornado da parte di esperti del settore per pubblica sicurezza monitorando il ciclo idrogeologico. Assume importanza anche in tutte le attività che traggono vantaggio dalla conoscenza dello stato dell'atmosfera nell'immediato futuro come ad esempio la nautica, l'escursionismo, gare sportive all'aperto, pianificazione di eventi, assistenza al volo aereo (meteorologia aeronautica) ecc...